# Linton (Indiana)
Linton è una città degli Stati Uniti d'America, situata nello Stato dell'Indiana e in particolare nella contea di Greene.